# Joh. Heider Verlag
Die Joh. Heider Verlag GmbH hat ihren Sitz in Bergisch Gladbach. Sie unterhält gleichzeitig eine Druckerei und einen Medienservice.

## Geschichte
Johann Heider (* 12. Januar 1856 in Opladen, † 11. Januar 1941 in Bergisch Gladbach) hatte den Buchdruckerberuf erlernt und war zum Meister aufgestiegen. Im Sommer 1889 kam er nach Bergisch Gladbach und gründete hier den Heider-Verlag mit einer angeschlossenen Druckerei auf der Hauptstraße in der näheren Umgebung des heutigen Bürgerhauses Bergischer Löwe. 1923 wurde sein dritter Sohn Franz-Josef Heider (besser bekannt unter dem einfachen Namen Franz Heider) neuer Inhaber und trat in die Leitung des Unternehmens ein. Anfang der 1950er Jahre wollte man weiter expandieren. Dazu reichte das alte Gebäude aber nicht aus. An der Paffrather Straße in Bergisch Gladbach fand man schließlich ein passendes Grundstück für den Bau eines neuen Produktionsstandorts mit größeren Räumen. Die Bauarbeiten begannen 1956. Nach wie vor ist der Betrieb dort untergebracht.

## Der Zeitungsverlag
Am 4. Oktober 1890 erschien als erste Herausgabe das Volksblatt für Gladbach und Umgegend zunächst als Wochenblatt. Ab 13. Dezember 1890 erschien es wöchentlich zwei Mal, ab 1895 drei Mal und ab 1. Oktober 1896 als Tageszeitung. Mit dem Kauf einer 32-seitigen Rotationsmaschine schaffte man im Jahre 1928 die Voraussetzung für den Ausbau der neuen Heiderschen Zeitung. Es folgten weitere bergische und rheinische Zeitungen, zuerst die Bensberger Volkszeitung für Bensberg und später die Wipperfürther Zeitung für Wipperfürth. Mit der Auflösung des Kreises Mülheim und der Schaffung des neuen Rheinisch-Bergischen Kreises im Jahre 1932 wurde der Name der Zeitung in Rheinisch-Bergische Zeitung geändert. Unter diesem Titel ist sie auch in der Zeit des Dritten Reichs erschienen. Allerdings waren die Texte vom Deutschen Nachrichtenbüro vorgeschrieben und unter Zensur der örtlichen Parteistellen. Die Leitung der Redaktion oblag einem linientreuen Redakteur. Mehrfach wurde der Verlag von der Schließung bedroht. Trotz der Schwierigkeiten des Zweiten Weltkriegs konnten der Betrieb und das Erscheinen der Zeitung bis April 1945 aufrechterhalten bleiben. Von März 1945 bis Herbst 1949 lag der Betrieb still. Anschließend nahm der Heider-Verlag seine Geschäfte wieder auf und brachte die neu gegründete Bergische Landeszeitung heraus, die seit 1952 als Bestandteil der Kölnischen Rundschau herausgegeben wird.

## Der Buchverlag
Im Verlag erscheint seit 1926 ein Mal jährlich der Rheinisch Bergische Kalender, der bis 1925 im Eigenverlag von August Kierspel herausgegeben wurde. Darüber hinaus bestimmen wirtschafts- und sozialpolitische Schriftenreihen und Veröffentlichungen auch weit über den Rheinisch-Bergischen Kreis hinaus das Geschäftsleben des Verlags. Von überregionalem Interesse sind die Kunstbände aus dem Hause, die vornehmlich die traditionelle Kunst von renommierten Plakatmalern zeigen. Schließlich hat der Verlag in den 60er und 70er Jahren eine Reihe Gesetzestexte und -Kommentierungen herausgegeben.
Unter den Gesetzestexten wird auch ein so genanntes Desiderat aufgeführt:
- Gesetz über die Beschäftigung Schwerbeschädigter: Schwerbeschädigtengesetz. 16. Juni 1953 unter Berücksichtigung des Änderungsgesetzes vom 3. Juli 1961 sowie die dazu ergangenen Rechtsverordnungen, Richtlinien und Leitsätze/Textausgabe zusammengestellt von R. Weber. Bundesvereinigung der Deutschen Arbeitgeberverbände[5]

### Bücher
Im Verlag sind Bücher von bekannten und über bekannte Persönlichkeiten erschienen. Die nachfolgende Aufzählung zeigt einen Ausschnitt davon:
- Martin Beils, Kristina Hellwig: Bekannt, Bedeutend, Bergisch – 33 Lebensskizzen bergischer Persönlichkeiten. Bergisch Gladbach 2012, ISBN 978-3-87314-470-5. (Behandelt werden u. a. Veronica Ferres, Walter Scheel, Wolfgang Bosbach, Willibert Pauels, Erich Ribbeck, Hans Günter Winkler, Dieter Müller, Reiner Calmund, Heide Ecker-Rosendahl)
- Walter K. Schulz: Als die Fööss das Laufen lernten. Bergisch Gladbach 2010, ISBN 978-3-87314-455-2.
- Walter Hanel: Denkschule für Demokratie. Bergisch Gladbach 2003, ISBN 3-87314-388-7.
- Walter Hanel: Baustelle Europa. Bergisch Gladbach 2004, ISBN 3-87314-397-6.
- Walter Hanel: Oh, Justitia. Bergisch Gladbach 2007, ISBN 978-3-87314-426-2.
- Walter Hanel: 5 nach 12. Bergisch Gladbach 2010, ISBN 978-3-87314-452-1.
- Eberhard Urban und andere: Klaus Dill – Westernart. Bergisch Gladbach 1997, ISBN 3-87314-315-1.
- Eberhard Urban und andere: Klaus Dill – Filmplakate. Bergisch Gladbach 1997, ISBN 3-87314-323-2.
- Eberhard Urban und andere: Klaus Dill – Kunst fürs Kino. Bergisch Gladbach 2002, ISBN 3-87314-376-3.
- Reiner M. Sowa: Ein Bestatter fährt zur Hölle. Bergisch Gladbach 2000, ISBN 978-3-87314-355-5.
- Alfred Noell: Geliebtes Blech – Herzblut-Geschichten rund um Oldtimer. Bergisch Gladbach 2013, ISBN 978-3-87314-479-8 (Noell ist der erste Autor und Regisseur der Sendung Der 7. Sinn)
- Detlef Lorenz: Hansrudi Wäscher, Phänomen seiner Zeit. Bergisch Gladbach 2008, ISBN 978-3-87314-432-3.
- Eberhard Urban: Renato Casaro. from Hollywood to Africa. Bergisch Gladbach o. J., ISBN 3-87314-389-5.
- Alfons Müller: Erlebnisse und Erinnerungen. Bergisch Gladbach 2002, ISBN 3-87314-401-8.